# Johannes Carsten Hauch
Johannes Carsten Hauch, né le 12 mai 1790 et mort le 4 mars 1872, est un romancier, poète et dramaturge danois.

## Biographie
Ses parents habitaient en Norvège à Frederikshald. Orphelin de mère en 1802, il retourne au Danemark avec son père en 1807 et s'engage dans l'armée pour combattre les Anglais en 1807. En 1808, il entre à l'université de Copenhague.
Après ses études, il se lie avec le philosophe allemand Henrik Steffens et le poète Oehlenschläger.  Ce qui le pousse à se lancer dans la poésie. Le résultat est médiocre et sans grand succès, notamment pour des poèmes dramatiques comme Le Pouvoir de l'imaginaire, (1816) , aussi, il abandonne la littérature pour des études scientifiques en zoologie.
Amputé d'un pied à la suite d'un accident survenu à Nice, il se remet à l'écriture, rédigeant surtout des tragédies comme La Mort de Charles V (1831), et une sorte de conte de fée dramatique : Hamadryad (1829), encore une fois sans grand succès. 
Pourtant il continue d'écrire inlassablement : cinq romans de 1834 à 1853, des recueils de poèmes en 1846, et encore des tragédies qui, à partir des années 1850, connaîtront un certain succès : L'honneur perdu et retrouvé (1851), L'Enfance de Tycho Brahe (1852). 
En 1851, il succède à Oehlenschläger au titre de professeur honoraire d'esthétique à l'université de Copenhague.
Il meurt en 1872, pendant un voyage en Italie. Il est enterré à Rome au cimetière protestant (Cimitero acattolico di Roma).
Quoique très prolifique, Hauch a laissé peu de traces dans l'histoire littéraire danoise. Georg Brandes a publié en 1873 sa biographie Carsten Hauch. On le trouve aussi dans des ouvrages de littérature générale comme : Poètes Danois (Danske Digtere). L'ensemble de ses romans et de ses œuvres dramatiques a été publié en 3 volumes entre 1852 et 1859.